# Fiskarkatt
Fiskarkatt (Prionailurus viverrinus) är ett kattdjur som förekommer vid vattenansamlingar i Sydostasien.
Artepitet viverrinus i det vetenskapliga namnet är det latinska ordet för "liknande en viverrid".

## Kännetecken
Fiskarkattens kroppslängd är från 65 upp till omkring 86 centimeter. Svansen är 20 till 28 centimeter lång. Vikten ligger mellan 10 och 15 kg (hanar) respektive 6 och 7 kg (honor). Pälsens grundfärg är olivgrå med små svarta prickar och huvudet har ett mönster av strimmor. Som anpassning till livet i vatten är pälsen särskilt vattentät. Arten är ett av flera kattdjur som saknar förmåga att dra in klon fullständigt. Mellan tårna finns simhud.

## Utbredning
Fiskarkatten förekommer i tropiska och subtropiska regioner i Sydostasien. Utbredningsområdet sträcker sig från östra Pakistan över Indien och det sydostasiatiska fastlandet till Sri Lanka, Sumatra och Java. I norr når arten Nepal och de lägre delarna av Himalaya. Hela beståndet är uppdelat i flera från varandra skilda populationer på grund av att fiskarkatten är bunden till vattenansamlingar.
Arten vistas i låglandet och i bergstrakter upp till 1800 meter över havet. Reviret för alla populationer tillsammans uppskattas vara 240 000 km² stort. Kattens biotop är vattenrika områden. Den lever vanligtvis i marsklandet intill vattenytor, i träskmarker och i mangroveskogar. Typiska växter i utbredningsområdet är Phragmites karka och Typha elephantina samt i viss mån Saccharum narenga. Däremot undviker fiskarkatten snabbflytande floder och bäckar.

## Levnadssätt

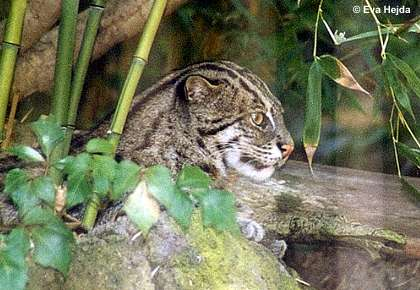
Fiskarkatt

Arten är främst nattaktiv och den lever vanligen ensam. Hannarnas revir är oftast 16 till 22 km² stort och honornas territorium är vanligen 4 till 6 km² stort. De markerar området med urin samt med doftämnen som produceras i körtlar på huvudet och på halsen.
Kattens föda består av fiskar, kräftdjur, grodor, ormar, smågnagare, fåglar, kalvar och kadaver. När den letar efter föda sitter den antingen vid strandlinjen för att få tag i en förbipasserande fisk eller vandrar i vattendragets grunda delar. Fiskarkatten simmar och dyker också när den letar efter fiskar, groddjur, kräftdjur eller vattensnäckor.
Allmänt kan honan vara brunstig under alla årstider men i några områden finns tider där det föds flest ungar. Efter dräktighet som varar ungefär 63 dygn föder honan en till fyra ungar. Ungarna diar sin mor cirka 6 månader och efter ungefär 10 månader är de självständiga. Hos djur som hölls i fångenskap deltar hannen ibland i ungarnas uppfostring. Medellivslängden ligger vid 12 år och individer i fångenskap kan leva 15 år.

## Hot
IUCN uppskattade 2006 att beståndet är mindre än 10 000 vuxna exemplar. Det verkar ha varit en mycket stor och snabb nedgång i fiskarkattpopulationen över hela dess utbredningsområde und 00-talet. Exempelvis har forskare de senaste åren inte kunnat hitta ett enda djur i områden i Thailand där fiskarkatten tidigare var vanlig. Man har inte ens sett dem på bild från uppriggade kameror, så kallade kamerafällor, som tar kort på djur som går förbi.
Största anledningen till att fiskarkattens bestånd har minskat kraftigt är förstörelsen av dess habitat. Människans bosättningar i våtmarkerna ökade i antal, en omfattande dränering och skogsavverkning sker och vattnet förgiftas med bland annat insektsbekämpningsmedel och konstgödsel. Dessutom jagas katten med snaror och gevär.
I Pakistan är fiskarkatten troligen utrotad. IUCN uppskattar att hela beståndet minskade med 50 procent under de 18 åren (tre generationer) fram till 2010 och listar arten som sårbar (VU). En anledning till att mangroveskogen huggs ner är anläggningen av dammar för att odla jätteräkor för att tillgodose västvärldens växande behov.